# Elatostema kachiense
Elatostema kachiense es una especie de planta del género Elatostema, perteneciente a la familia Urticaceae.

## Taxonomía
Elatostema kachiense fue descrita por Wen Tsai Wang en 2017.

## Distribución
Se encuentra en el territorio de Birmania.